# كولبوشان كاراباندا
كولبوشان كاراباندا (بالهندية: कुलभूषण खरबंदा)‏ (و. 1944  م) هو ممثل مسرحي، وممثل أفلام من الهند، والراج البريطاني.

## التعليم
تعلم في جامعة عليكرة الإسلامية، وجامعة دلهي، وKirori Mal College ‏.

## وصلات خارجية
- كولبوشان كاراباندا على موقع IMDb (الإنجليزية)
- كولبوشان كاراباندا على موقع روتن توميتوز (الإنجليزية)
- كولبوشان كاراباندا على موقع قاعدة بيانات الأفلام العربية
- كولبوشان كاراباندا على موقع ألو سيني (الفرنسية)
- كولبوشان كاراباندا على موقع ألو سيني (الفرنسية)
- كولبوشان كاراباندا على موقع ميوزك برينز (الإنجليزية)
- كولبوشان كاراباندا على موقع أول موفي (الإنجليزية)
- كولبوشان كاراباندا على موقع قاعدة بيانات الأفلام السويدية (السويدية)
- كولبوشان كاراباندا على موقع قاعدة بيانات الفيلم (الإنجليزية)
- كولبوشان كاراباندا على موقع كينوبويسك (الروسية)